# Заїка Кирило Анатолійович
Кирило Анатолійович Заїка (рос. Кири́лл Анато́льевич Заи́ка, нар. 7 жовтня 1992, Успенське, Росія) — російський футболіст, фланговий захисник клубу «Сочі».

## Ігрова кар'єра
Кирило Заїка народився у Краснодарському краї. У віці 18 - ти років був помічений скаутами клубу «Ростов» і приєднався до молодіжної команди цього клубу. Не маючи можливості пробитися до основного складу, Заїка майже одразу відправився в оренду у клуб Другої ліги «Таганрог». Після закінчення терміну оренди, футболіст підписав з клубом контракт на постійній основі.
У 2015 році приєднався до клубу «Хімки», де одразу став ключовим гравцем основного складу. У 2018 році за рішенням генерального директора клубу був виведений зі складу команди і підписав контракт з пітерським Динамо, яке через кілька днів змінило назву на ФК «Сочі» і переїхало на стадіон «Фішт» у Сочі. Разом з клубом вийшов до Прем'єр-ліги і в березні 2020 року дебютував у мачтах РПЛ.

## Титули
Сочі
 Віце-чемпіон Росії: 2021/22